# Immobile (singolo)
Immobile è un singolo della cantante italiana Alessandra Amoroso pubblicato il 16 gennaio 2009 come primo estratto dall'EP di debutto Stupida.

## Descrizione
Il brano, viene presentato in anteprima dalla cantante il 21 dicembre 2008 durante l'ottava edizione del talent show Amici di Maria De Filippi. Viene incluso dapprima nella compilation legata alla trasmissione, Scialla, pubblicata il 16 gennaio 2009 e successivamente ripubblicato, stavolta come singolo il 10 aprile 2009 nel suo EP d'esordio, Stupida.
Successivamente il brano viene inserito in due compilation: nel 2013 in Le 100 canzoni italiane di oggi e nel 2014 in I numeri 1 (Le più belle canzoni italiane di sempre).
Nel 2015 viene incisa la versione spagnola del brano, dal titolo Inmóviles, contenuta nell'album Alessandra Amoroso.

## Tracce
Download digitale
Testi e musiche di Daniele Coro, Federica Camba.
1. Immobile – 3:20

## Formazione
- Alessandra Amoroso – voce
- Nicolò Fragile – pianoforte
- Giorgio Secco – chitarra
- Alfredo Paixau – basso
- Lele Melotti – batteria

## Successo commerciale
Il brano ottiene un ottimo successo commerciale: debutta alla 3ª posizione della Top Singoli, per poi raggiungere, la settimana successiva come posizione massima, la numero 1. Viene inoltre certificato disco di platino per le oltre 30.000 vendite in digitale e risulta essere il 16º brano più scaricato in Italia nel 2009. Nonostante il successo ottenuto non è stato girato un videoclip.

## Classifiche

### Classifiche settimanali
| Classifica (2009) | Posizione massima |
| ----------------- | ----------------- |
| Italia            | 1                 |

### Classifiche di fine anno
| Classifica (2009) | Posizione |
| ----------------- | --------- |
| Italia            | 16        |

## Immobile 10+1
Nel 2019 Alessandra Amoroso ha registrato una nuova versione del brano, intitolata Immobile 10+1, inclusa nel secondo album dal vivo 10, io, noi.

### Tracce
Download digitale
1. Immobile (10+1) – 3:35